# Kamenica (Kraljevo)
Kamenica (Servisch cyrillisch Каменица) is een plaats in de Servische gemeente Kraljevo. De plaats telt 180 inwoners (2002).